# Schwarzbach (Falkensteinerbach)
Der Schwarzbach, in manchen Karten auch Schwartzbach, ist ein knapp 24 km langer linker Zufluss des Falkensteinerbaches, welcher seinerseits in die Nördliche Zinsel mündet.

## Geographie

### Verlauf
Der Schwarzbach entsteht im Bitscher Ländchen bei
Dambach-Neunhoffen aus dem Zusammenfluss von Neudoeferbach, Rothenbach und Mühlenbach, wobei letzterer selbst wieder bei Stürzelbronn aus dem Zusammenfluss von Schnepfenbach und Schlafweiherbach gebildet wird.
Der Schwarzbach hieß in früherer Zeit Cronnbach. Geht man von der Quelle des Schnepfenbach unweit der deutschen Grenze als längstem Zufluss aus, ergibt sich eine Gesamtlänge von etwa 32 km.
Er fließt vorwiegend nach Südosten, wie das bei den Bächen der Sandsteinvogesen die Regel ist. Am Lauf sind viele Fischteiche angelegt. Seltene Tiere und Pflanzen bevölkern das weitgehend unter Naturschutz stehende Tal, in dem unter anderen eine Krebsart vorkommt, die es nur in diesem Gebiet gibt. In den Wiesen ist Arnika zu sehen, das hier in früherer Zeit als Heilpflanze angebaut wurde. An den waldreichen Hängen finden sich teils bizarre Sandsteinfelsen und einige Burgruinen. Älteste Besiedelungsspuren stammen aus der jüngeren Steinzeit.
Im 18. Jahrhundert wurde durch die Industriellendynastie De Dietrich der Bau von Eisenhämmern vorangetrieben, so bei der Siedlung Jaegerthal und am Rauschendwasser. Einige Relikte blieben erhalten.
Beim Bau der Maginot-Linie wurde im Schwarzbachtal ein System von Staudämmen errichtet, um das Tal im Bedarfsfalle unter Wasser setzen zu können.
Noch oberhalb des  eigentlichen Schwarzbachs ist Stürzelbronn am Mühlenbach der erste Ort im Tal. Dieser alte Klosterort (ehemalige Abtei Stürzelbronn der Zisterzienser) hatte einst weitreichenden Einfluss und Besitz auch in heute auf der deutschen Seite liegenden Gebieten. Vorbei an der Klostermühle und diversen Forsthäusern sowie durch den Langweiher wird der heute weitgehend von Bruchwald bestandene ehemalige Grafenweiher erreicht. Ab hier führt der Bach den Namen Schwarzbach. Er führt über Neunhoffen und Dambach durch kaum besiedelte Gebiete nach Reichshoffen, wo er von links in den Falkensteinerbach einmündet.

### Zuflüsse
Reihenfolge von der Quelle zur Mündung. Daten nach SANDRE.
- Schnepfenbach (links), 1,8 km
- Schafweiherbach (links), 4,7 km
- Rothenbach (rechts), 6,4 km
- Neudoerforbach (links), 4,1 km
- Ruisseau de Wineckerthal (links), 4,0 km
- Ruisseau le Klamm (links), 2,4 km
- Ruisseau le Gimbelsbrunnen (links), 1,9 km